# Linalylformiat
Linalylformiat ist ein Terpenoidester der sich von Linalool und Ameisensäure ableitet.

## Gewinnung und Darstellung
Linalylformiat kann durch Veresterung von Linalool mit Ameisensäure gewonnen werden.

## Vorkommen

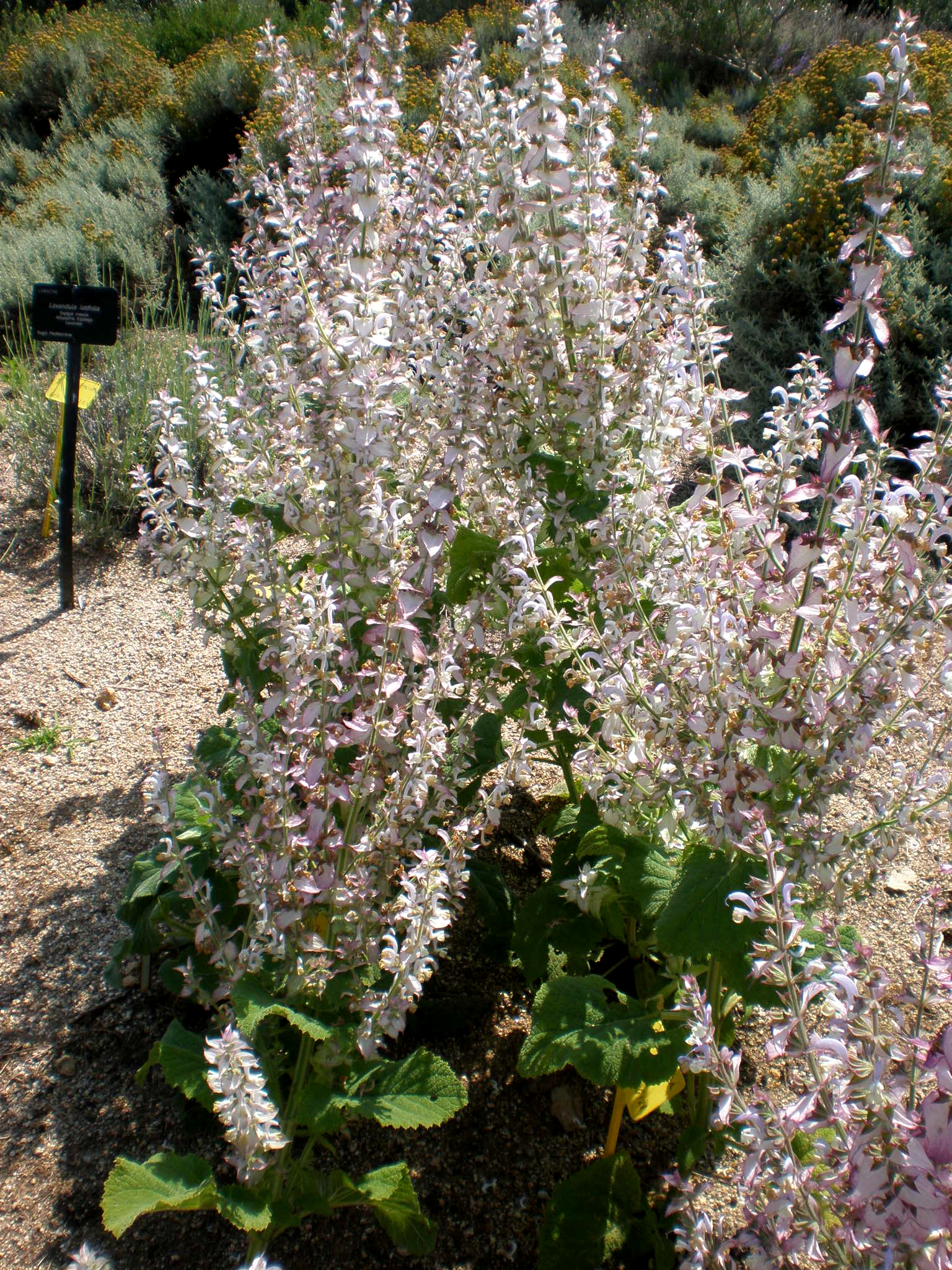
Muskatellersalbei

Linalylformiat kommt im Lavandinöl vor. Im Öl des Muskatellersalbeis macht es etwa 0,2 % bis 0,3 % aus. Auch in Bergamott- und Majoranöl kommt es in größeren Mengen vor. Gemäß GC-MS-Analysen kommt es vermutlich in geringen Mengen in Aprikose und Pfirsich, sowie in Zitronenschalenöl vor. Berichten zufolge ist es auch in Petitgrain und Sauerkirschen enthalten.

## Verwendung
Linalylformiat wird als Duftstoff verwendet. Die weltweite Verwendungsmenge in diesem Bereich beträgt einige Tonnen pro Jahr. Es ist in der EU unter der FL-Nummer 09.080 als Aromastoff für Lebensmittel allgemein zugelassen und darf in dieser Verwendung auch einen Anteil Linalool enthalten.

## Toxikologie
Die akute Toxizität der Verbindung ist gering, LD50-Werte wurden in verschiedenen Studien an Tieren zu über 5 g/kg Körpergewicht bestimmt. In Studien an Freiwilligen verursachte die Verbindung weder eine Hautreizung noch eine Sensibilisierung. In Tierversuchen wurden zum Teil geringe Haut- und Augenreizungen festgestellt.